# Amalfi (batteria costiera)
La batteria Amalfi è un'installazione militare sita a Punta Sabbioni sul litorale di Cavallino-Treporti della Città metropolitana di Venezia, oggi parte della rete museale "Via dei Forti".

## L'Amalfi a difesa di Venezia

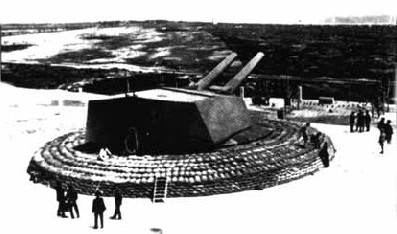
La torre da 381 mm.

La costruzione della Batteria Amalfi rientra nella più complessa riorganizzazione del sistema difensivo costiero di Venezia e dei suoi litorali voluto dall'ammiraglio Paolo Thaon di Revel all'inizio della prima guerra mondiale, costituito principalmente da obsoleti obici utilizzati nell'Ottocento per contrastare gli attacchi delle vulnerabili unità navali in legno. L'obiettivo era quello di contrastare la marina austro-ungarica, che disponeva nell'alto Adriatico di potenti navi corazzate tra cui la Viribus Unitis e la Szent Istvan, allineando lungo il litorale artiglierie di grosso calibro in grado di distruggere le unità nemiche lontano dalla costa. L'armamento della nuova struttura militare doveva essere quantomeno all'altezza di quello già disponibile nelle batterie costiere "Dandolo" a Pellestrina, "Emo" al Lido e "San Marco" posta al Cavallino. Tali strutture erano dotate di moderni complessi da 305/50 Mod. 1912. Si decise pertanto di dotare l'Amalfi di un impianto da 381/40 Mod. 1914, con un cannone contraereo a doppia canna da 76/40 per la difesa ravvicinata.

## Il nome
La nuova struttura militare venne dedicata alla memoria dell'incrociatore Amalfi e ai suoi caduti, affondato nell'alto Adriatico il 7 luglio 1915 per opera del sottomarino tedesco UB 14.

## Collegamenti esterni

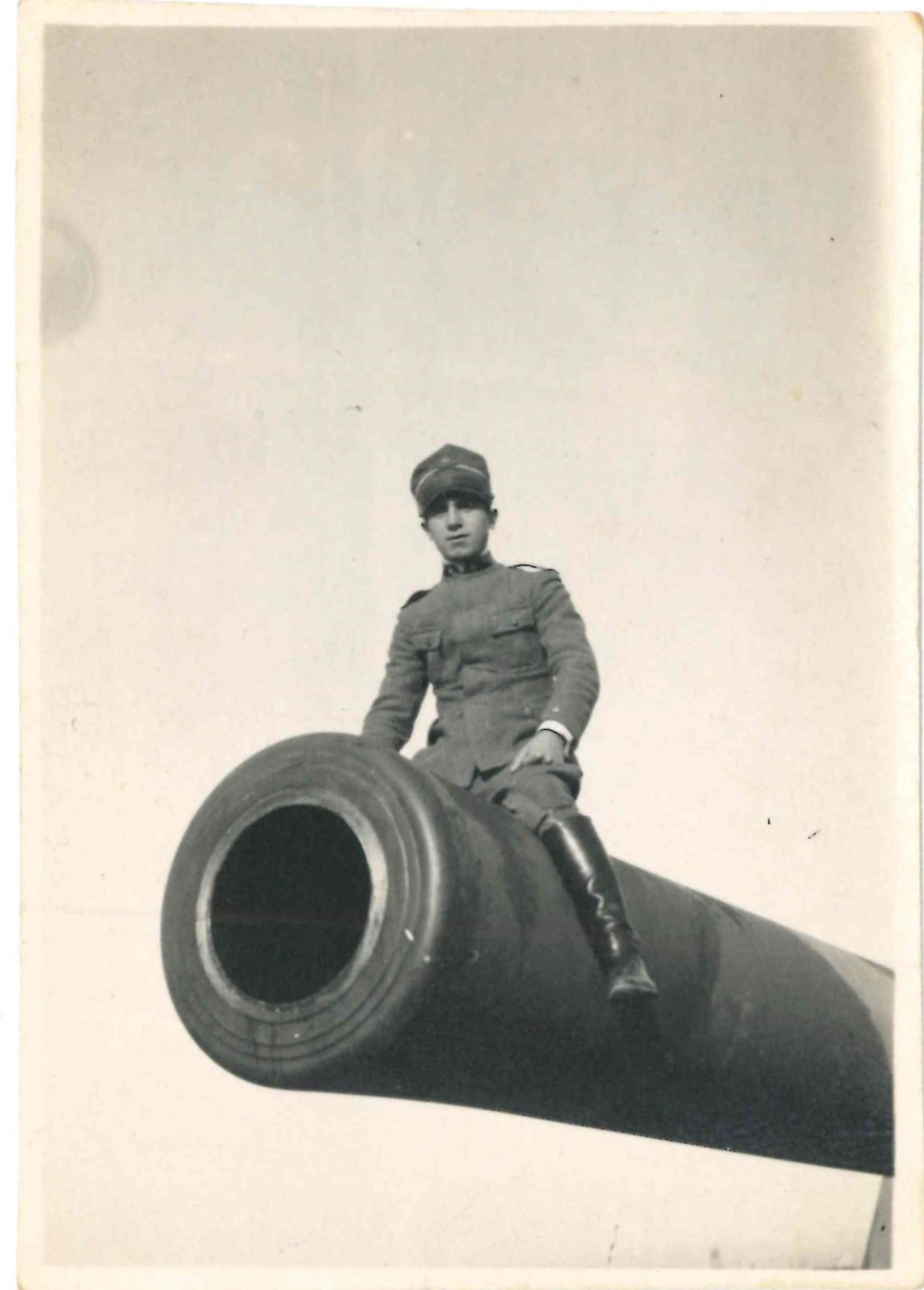
Batteria Amalfi. Punta Sabbioni - Venezia. 26.01.1920